# Moxostoma
Moxostoma is een geslacht van straalvinnige vissen uit de familie van de zuigkarpers (Catostomidae).

## Soorten
- Moxostoma albidum (Girard, 1856)
- Moxostoma anisurum (Rafinesque, 1820)
- Moxostoma ariommum Robins & Raney, 1956
- Moxostoma austrinum Bean, 1880
- Moxostoma breviceps (Cope, 1870)
- Moxostoma carinatum (Cope, 1870)
- Moxostoma cervinum (Cope, 1868)
- Moxostoma collapsum (Cope, 1870)
- Moxostoma congestum (Baird & Girard, 1854)
- Moxostoma duquesnii (Lesueur, 1817)
- Moxostoma erythrurum (Rafinesque, 1818)
- Moxostoma hubbsi Legendre, 1952
- Moxostoma lacerum (Jordan & Brayton, 1877)
- Moxostoma lachneri Robins & Raney, 1956
- Moxostoma macrolepidotum (Lesueur, 1817)
- Moxostoma mascotae Regan, 1907
- Moxostoma pappillosum (Cope, 1870)
- Moxostoma pisolabrum Trautman & Martin, 1951
- Moxostoma poecilurum Jordan, 1877
- Moxostoma robustum (Cope, 1870)
- Moxostoma rupiscartes Jordan & Jenkins, 1889
- Moxostoma valenciennesi Jordan, 1885